# Matthäus Beger

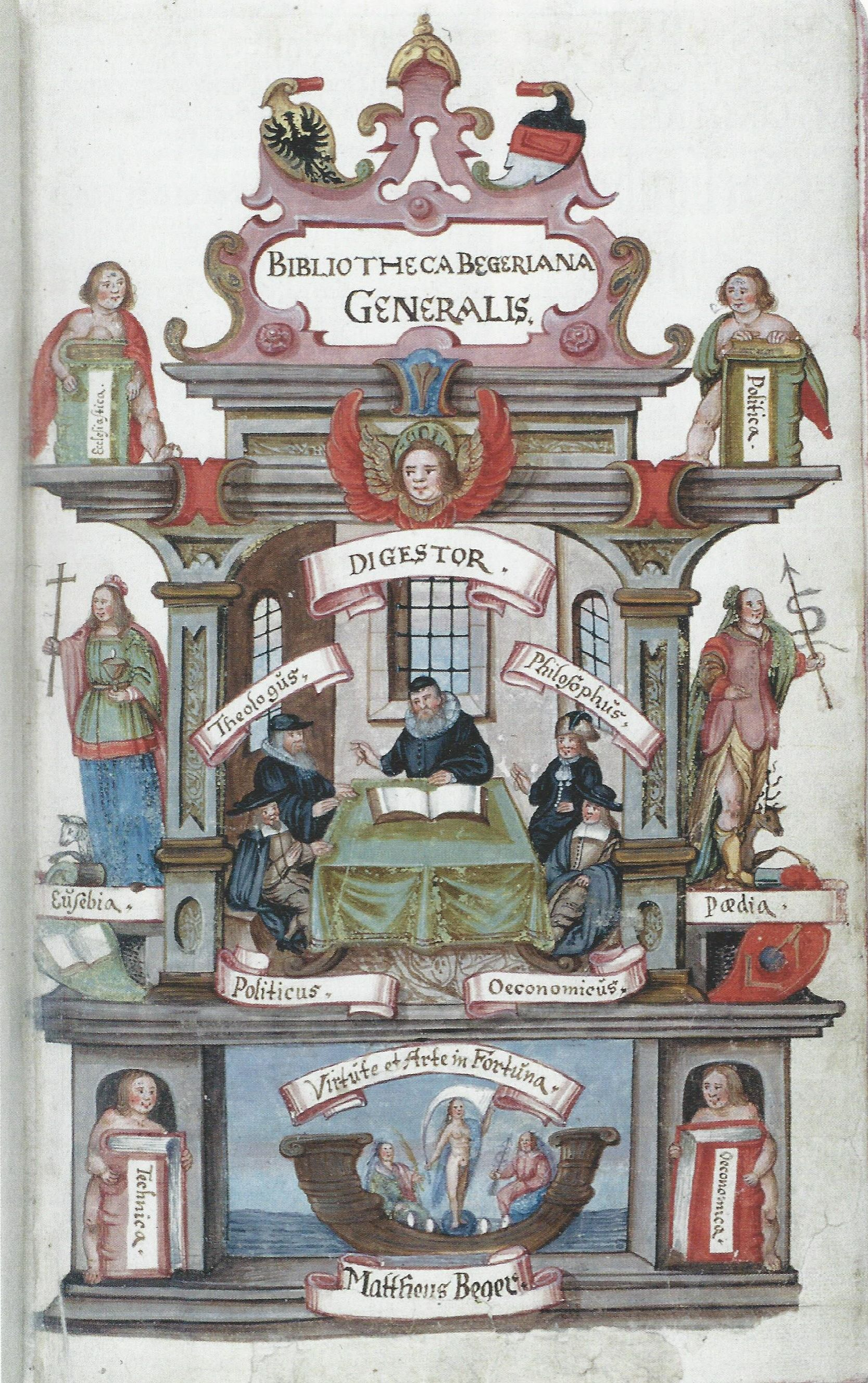
Titelblatt des ersten Bibliothekskatalogs der Stadtbibliothek Reutlingen (um 1670)

Matthäus Beger (* 18. März 1588 in Reutlingen; † 30. Juni 1661 ebenda) war ein Tuchhändler, Privatgelehrter und langjähriger Bürgermeister der Freien Reichsstadt Reutlingen.

## Leben und Wirken
Matthäus Beger wurde am 18. März 1588 in Reutlingen als Sohn des Tuchscherers Matthäus Beger und seiner Ehefrau Agnes geb. Fi(t)zion geboren. Nach dem Schulbesuch in Reutlingen ließ sich Beger in Ulm zum Tuchscherer ausbilden. Bereits 1607 heiratete er in Reutlingen Barbara Geyler und eröffnete bald darauf in dieser Stadt einen Tuchladen. Neben seiner Ausbildung in Ulm beschäftigte er sich mit mathematischen Studien, hierbei angeregt und gefördert durch den dortigen Rechenmeister und Mathematiker Johannes Faulhaber (1580–1635). Seine naturwissenschaftlich-mathematischen Studien setzte er in Reutlingen fort und stand hierbei in engem Kontakt mit dem Tübinger Mathematik- und Astronomieprofessor Michael Mästlin (1550–1631) und dem in Straßburg wirkenden Gelehrten Matthias Bernegger (1582–1640). Ergebnis seiner langjährigen und hauptsächlich autodidaktisch betriebenen wissenschaftlichen Studien waren zahlreiche von ihm angefertigte Übersetzungen von mathematisch-naturwissenschaftlichen Werken, die ihm in lateinischer oder italienischer Sprache vorlagen. Diese Übersetzungen versah er mit eigenen Kommentaren und Anwendungsbeispielen. Seine Arbeiten sind in 30 handgeschriebenen Bänden überliefert, die sich im historischen Bestand der Stadtbibliothek Reutlingen befinden. Gedruckt wurden sie nicht.
Seit 1612 bis zu seinem Lebensende nahm Matthäus Beger verschiedene kommunale Ämter wahr. Sie lagen im Bereich des städtischen Militärwesens (nacheinander war er Drillmeister, Zeugmeister und Stadtleutnant) sowie der Finanz- und Steuerverwaltung und erforderten von ihm angesichts der Wirren des Dreißigjährigen Krieges viel Umsicht und Geschick. Im Zeitraum zwischen 1639 und 1657 wurde er sieben Mal in das Amt des Bürgermeisters gewählt.
Seine etwa 3000 Bände umfassende wertvolle Privatbibliothek vermachte er der Stadt Reutlingen, die am Ende seines Lebens zusammen mit den Beständen einiger anderer kleinerer Bibliotheken den Grundstock der seither bestehenden städtischen Bibliothek bilden.
In Reutlingen wurde eine Grundschule mit Ganztagsangebot (bis Sommer 2019 noch Grund- und Haupt-/Werkrealschule) nach Matthäus Beger benannt.